# Paradosso della conoscibilità di Fitch
Il paradosso della conoscibilità di Fitch, anche conosciuto come paradosso della conoscibilità di Church-Fitch, dai nomi del logico Alonzo Church che lo dimostrò per primo, e di Frederic Fitch che lo riscoprì rendendolo noto, è uno dei principali rompicapi della logica epistemica. Consiste, in sostanza, nello sfidare l'accettabilità della tesi di conoscibilità (è possibile, in principio, conoscere un fatto vero), comune a diversi indirizzi di pensiero, mostrando che implicherebbe l'onniscienza (tutti i fatti sono conosciuti, attualmente).
Il paradosso è problematico specialmente per i verificazionisti e anti-realisti, poiché tendono ad accettare la tesi di conoscibilità ma a rifiutare fortemente l'onniscienza.

## Storia
Il paradosso è diventato noto con l'articolo A Logical Analysis of Some Value Concepts di Frederic B. Fitch (1908-1987), che citava una sconosciuta fonte in un articolo del 1945. L'articolo è stato individuato nel 2009 da Joe Salerno e lo si deve ad Alonzo Church.

## Esposizione
La tesi del paradosso è "il principio di conoscibilità implica l'onniscienza", o equivalentemente dal punto di vista logico, "il principio di conoscibilità è incompatibile con la non onniscienza" e anche "la non onniscienza implica la falsità del principio di conoscibilità".
I passaggi logici della dimostrazione possono essere esposti colloquialmente come segue:
-         Sia K l’insieme di tutte le affermazioni vere
-         Ipotizziamo che tutto ciò che è vero (tutte le affermazioni in K) possa essere conosciuto
-         Consideriamo x = “la frase p è una verità che non conosciamo”, e ipotizziamo sia vera
-         Questo vuol dire che, per l'ipotesi al primo punto, è possibile arrivare a conoscere la frase x, e per l'ipotesi al secondo punto questa stia in K
-         Ma se arrivassimo a conoscerla, allora sapremo anche che “p” è vera, contraddicendo x. Quindi x non può essere conosciuta e vera allo stesso tempo.
-         Quindi x non può far parte dell’insieme K, che considera solo le frasi contemporaneamente vere e conoscibili
-         Quindi tutte le frasi in K sono vere e conosciute, da cui l'onniscenza
La dimostrazione formale usa pochissime regole: 
- (A) Sapere "p & q" implica "Sapere p & Sapere q", in simboli: {\displaystyle K(p\land q)\vdash Kp\land Kq} (distributività di K su &);
- (B) Sapere qualcosa implica che essa sia vera, (o "se una cosa è falsa non si può dire di conoscerla"), in simboli: {\displaystyle Kp\vdash p};
- (C) Se qualcosa è logicamente vero, allora è necessario, in simboli: {\displaystyle \vdash p\implies \vdash \Box p} (regola di necessitazione);
- (D) Se è necessario che p sia falso, allora p non è possibile, in simboli: {\displaystyle \Box \neg p\leftrightarrow \neg \Diamond p}. Questa non è una vera regola, è solo una definizione che serve per scrivere la prova in meno spazio.

Ovviamente le assunzioni sono il principio di conoscibilità (KP) e la non onniscienza (NonO).
- Premessa 1: {\displaystyle \forall p(p\rightarrow \Diamond Kp)} (KP)
- Premessa 2: {\displaystyle \exists p(p\land \neg Kp)} (NonO)

Dimostrazione:
(1)"p & non si sa che p"
{\displaystyle p\land \neg Kp} (istanza di NonO)
(2)"p & non si sa che p" implica che "è possibile sapere che (p & non si sa che p)
{\displaystyle (p\land \neg Kp)\rightarrow \Diamond K(p\land \neg Kp)} (da premessa 2, eliminazione di ∀)
(3)"è possibile sapere che: p & non si sa che p"
{\displaystyle \Diamond K(p\land \neg Kp)} (da 1, 2 via Modus Ponens)
(4)"si sa che: p & non si sa che p"
{\displaystyle K(p\land \neg Kp)} (ipotesi ad absurdum, istanza di 3)
(5)"si sa p e si sa che non si sa p"
{\displaystyle Kp\land K\neg Kp} (da 4 via A)
(6)"si sa p e non si sa p"
{\displaystyle Kp\land \neg Kp} (da 5 via B)
(7)"non si sa che: p e non si sa che p"
{\displaystyle \neg K(p\land \neg Kp)} (reductio ad absurdum da 4→6 - 6 è una contraddizione)
(8)"è necessario non sapere che p & non si sa che p"
{\displaystyle \Box \neg K(p\land \neg Kp)} (da 7 via C)
(9)"è impossibile sapere che: p & non si sa che p"
{\displaystyle \neg \Diamond K(p\land \neg Kp)} (da 8 via D)
(10)(KP) implica l'Onniscienza, e la non Onniscienza implica che non è possibile conoscere qualsiasi proposizione
{\displaystyle {\text{(KP)}}\vdash \neg {\text{(NonO)}}} ovvero {\displaystyle {\text{(NonO)}}\vdash \neg {\text{(KP)}}} (per reductio ad absurdum su 1,2→3 tramite 9, {\displaystyle \neg ((1)\land (2))})